# Christine Chepkonga
Christine Chepkonga (* 12. Dezember 1980) ist eine kenianische Langstreckenläuferin, die sich auf Straßenläufe spezialisiert hat.
2003 wurde sie Dritte beim 10-km-Bewerb des Paderborner Osterlaufs. Im Jahr darauf hatte sie ihren größten Erfolg mit dem Sieg bei den 25 km von Berlin und wurde Zweite bei den 20 km von Paris.
2007 wurde sie jeweils Vierte beim Humarathon und beim Halbmarathonbewerb des Paderborner Osterlaufs und kam bei den 20 km von Paris auf den dritten Platz. 2008 wurde sie Zweite beim Humarathon, Sechste beim Tilburg Ladies Run 10 K und Zweite beim Eindhoven-Marathon.

## Bestzeiten
- 10-km-Straßenlauf: 32:01 min, 19. April 2003, Paderborn
- 20-km-Straßenlauf: 1:09:20 h, 14. Oktober 2007, Paris
- Halbmarathon: 1:10:51 h, 13. April 2008, Vitry-sur-Seine
- 25-km-Straßenlauf: 1:25:34 h, 9. Mai 2004, Berlin
- Marathon: 2:37:04 h, 12. Oktober 2008, Eindhoven